# Munkaügyi Minisztérium
A Munkaügyi Minisztérium (rövidítve: Müm) a Magyar Népköztársaság alatt  és egy ideig a Magyar Köztársaság idején a munkaügyi igazgatással foglalkozó minisztérium volt. Hivatalos lapja a Munkaügyi Közlöny.

## Története
A Magyar Népköztársaság időszakában a Munkaügyi Minisztérium 1957-ben kezdte meg működését. 1981. szeptember 30. napjával megszűnt. Utódja az Állami Bér- és Munkaügyi Hivatal volt. majd ennek megszüntetése után a Magyar Köztársaság időszakában,1990 májusában ismét  Munkaügyi Minisztérium alakult. Ez a minisztérium 1998. július 8-án szűnt meg; feladatkörét részben a Gazdasági Minisztérium, a szakképzés vonatkozásában pedig az Oktatási Minisztérium vette át. A Szociális és Családügyi Minisztérium (SzCsM) - 1998 közepén - a Munkaügyi Minisztérium és a Népjóléti Minisztérium részbeni jogutódjaként jött létre.

## Hatásköre és feladatköre

### 1957 után
Hatáskörébe a bérezéssel, a munkaerőgazdálkodással, az iparitanuló-képzéssel, és a szakmunkásképzés egyes kérdéseivel, a munkavédelemmel, munkásellátással  és üdültetéssel, a társadalombiztosítással, valamint a munkajoggal kapcsolatos feladatok tartoztak.
Feladatkörébe tartozott a bérrendszerek kidolgozása; a prémiumokkal és jutalmazási rendszerekkel, a pótlékokkal és természetbeni juttatásokkal, a normákkal, a bérgazdálkodással stb. kapcsolatos kérdések.
Felügyelete és irányítása alatt működött  - többek között - az Országos Nyugdíjintézet  és a Munkaügyi Minisztérium Módszertani Intézete.

### 1990 után
A Munkaügyi Minisztérium fejezet feladatkörébe a bér- és foglalkoztatáspolitika és eszközrendszereinek meghatározása, a munkafeltételekre, a szakképzés rendjére vonatkozó szabályozás kialakítása tartozott. A fejezet intézmény-strukturája 1992-től többször változott. A foglalkoztatási - és bérpolitikai stratégiai feladatok és hatáskörök Gazdasági Minisztériumnak való átadásával a munkaügyi-feladatkör jelentősen szűkült, a Munkaerő-piaci Alap pénzeszközei feletti rendelkezési jogosítványok többszereplőssé, megosztottá váltak. A MüM korábbi feladatköréből "tisztán" a hatósági-jellegű feladatok, a munkavédelem és a munkaügyi ellenőrzés került a Szociális és Családügyi Minisztériumhoz.

## Miniszterek
- 1977. június 24-étől 1981. szeptember 30. Trethon Ferenc